# Manama
Manama (arabiska: المنامة, Al-Manāmah) är huvudstad i Bahrain i Persiska viken och beläget på örikets nordöstliga del. Staden är landets största med omkring 380 000 invånare (år 2014). och ett handels- och finanscentrum. Nästan en femtedel av befolkningen i Bahrain bor i staden. Namnet Manama betyder "Sovande stad" på arabiska.

## Historia
Staden togs över av portugiserna 1521 och av perserna 1602. Staden var alltså länge i kontroll av något annat land under en lång tid. År 1783 började Al-Khalifa-släkten att regera i Bahrain och har gjort det sedan dess.Länge var Manama ett handelscentrum för den Persiska viken, och staden tjänade stort på bland annat pärlor, fiske och båtbygge. Hamnarna var dock inte särskilt bra, och ofta behövde lastfartygen som kom till staden kasta ankare några kilometer utanför. 
Upptäckten av olja 1932 förändrade hela stadens ekonomi och gjorde att man nu kunde bygga nya, moderna byggnader.Nu började Manama återigen bli ett handelscentrum för den norra Persiska viken.

### Yttre öar

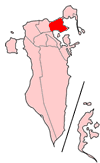
Lägeskarta för Manama.

Staden har broförbindelse med öarna al-Muharraq, Sitrah och Umm al-Nasan.

## Byggnader
I Manama finns landets högsta byggnad, Bahrain World Trade Center. I Mina Salman sydost om staden finns en modern hamn med skeppsvarv och oljeraffinaderi. I Manama finns också Bahrains universitet som grundades 1986 samt ett nationalmuseum. Huvudstadens flygplats Bahrains internationella flygplats (arabiska: مطار البحرين الدولي) ligger på ön Muharraq, 7 km nordöst om staden. Flygplatsen anlades 1932.

## Vänorter
| - Kuwait, Kuwait - Doha, Qatar - Tunis, Tunisien (1999) - Tripoli, Libanon (1977) - Chicago, USA (2004) - Dubai, Förenade arabemiraten - Chiang Mai, Thailand - Amman, Jordanien - Taif, Saudiarabien - Singapore, Singapore |